# La Chapelle-Urée
La Chapelle-Urée település Franciaországban, Manche megyében. Lakosainak száma 171 fő (2022. január 1.). La Chapelle-Urée Le Grand-Celland, Isigny-le-Buat és Reffuveille községekkel határos.

## Népesség
A település népességének változása:
| Lakosok száma | 218  | 181  | 169  | 129  | 136  | 146  | 158  | 165  | 169  | 171  |
|               | 1968 | 1982 | 1990 | 2006 | 2013 | 2015 | 2017 | 2019 | 2020 | 2022 |